# Frank Lloyd

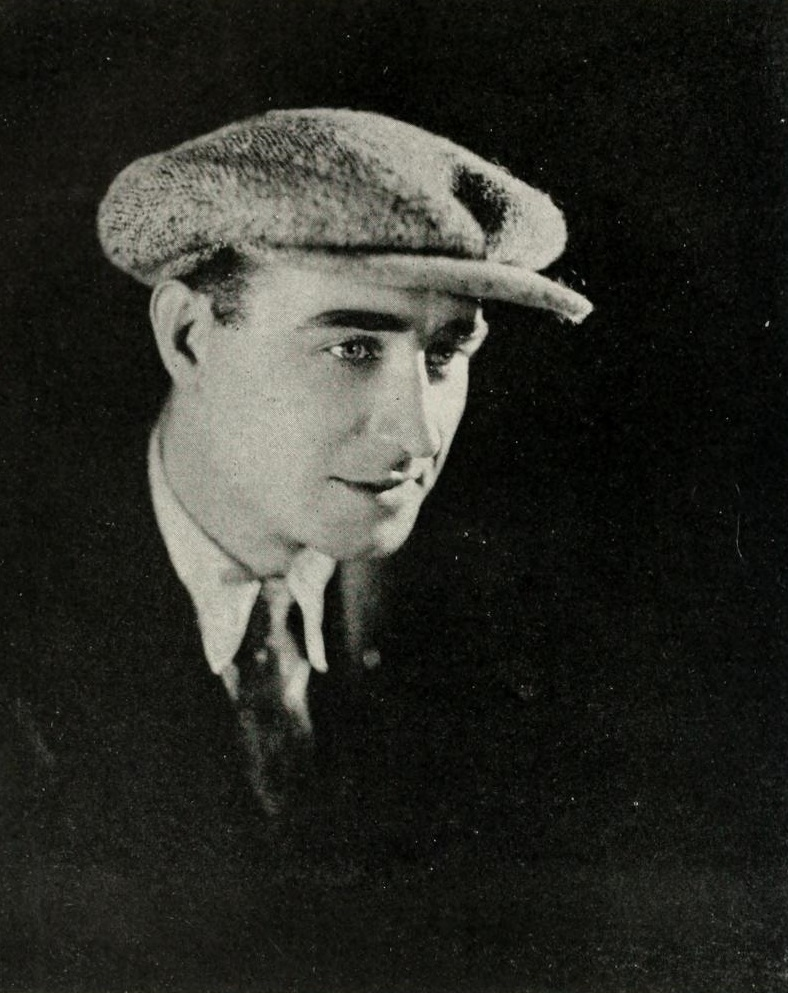
Frank Lloyd (1920)

Frank Lloyd (* 2. Februar 1886 in Glasgow, Schottland; † 10. August 1960 in Santa Monica, Kalifornien) war ein britisch-US-amerikanischer Schauspieler, Regisseur und Produzent.
Er war eines der 36 Gründungsmitglieder der Academy of Motion Picture Arts and Sciences.

## Leben
Als Sohn eines Sängers kam Lloyd schon früh mit dem Showgeschäft in Berührung und zog 1910 nach Kanada, wo er  mit einer Theatergruppe auf Tournee ging. 1913 nahm ihn Carl Laemmle für die Universal Pictures unter Vertrag und gab ihm seine ersten Rollen in kurzen Stummfilmen. Bereits ein Jahr später drehte er seinen ersten Kurzfilm als Regisseur für die Nestor Film Company. Bis 1915 führte er bei 25 Filmen Regie. Sein kommerziell bis dahin größter Erfolg war Blumen des Nordens, durch den er das Interesse konkurrierender Filmstudios weckte.
1916 wechselte er zu William Fox, wo er vor allem mit Literaturverfilmungen wie Les Miserables von 1921 und Oliver Twist aus dem Jahr 1922 inszenierte. Die Adaption von Black Oxen brachte 1923 Corinne Griffith den größten Erfolg ihrer Laufbahn brachte. Für seinen Film Die ungekrönte Königin, ebenfalls mit Corinne Griffith, erhielt er im April 1930 seinen ersten Oscar als Bester Regisseur. Im gleichen Jahr war er in der gleichen Kategorie für zwei weitere Filme nominiert.
Im Gegensatz zu vielen anderen Regisseuren hatte Lloyd keine Probleme mit dem Übergang zum Tonfilm. Für Kavalkade, die Verfilmung des gleichnamigen Theaterstücks von Noël Coward, erhielt er 1934 seinen zweiten Oscar als Bester Regisseur. Seine letzte Oscar-Nominierung erhielt der Regisseur zwei Jahre später für den Abenteuerfilm Meuterei auf der Bounty mit Charles Laughton und Clark Gable in den Hauptrollen. Mitte der 1930er-Jahre arbeitete er vor allem als Filmproduzent für Fox, Paramount und Universal. In dieser Zeit produzierte er unter anderem den Hitchcock-Film Saboteure.
1945 zog er sich aus dem Filmgeschäft zurück, kehrte 1954 aber aus dem Ruhestand zurück, um die Regie des Thrillers Hotel Schanghai und des Westerns Die Barrikaden von San Antonee zu übernehmen.
Für seine Verdienste um den Film erhielt er einen Stern auf dem Hollywood Walk of Fame.

## Filmografie (Auswahl)
- 1914: Mexican's Last Raid
- 1916: The Call of the Cumberlands
- 1921: A Tale of Two Worlds
- 1922: Oliver Twist
- 1923: An der Grenze des Gesetzes (Within the Law)
- 1923: Die Bluthochzeit (Ashes of Vengeance)
- 1924: Die Seeteufel (The Sea Hawk)
- 1926: Sazarac, der Piratenkapitän (The Eagle of the Sea)
- 1927: Kinder aus geschiedenen Ehen (Children of Divorce)
- 1928: Adoration
- 1929: Weary River
- 1929: Drag
- 1929: Die ungekrönte Königin (The Divine Lady)
- 1930: Der Flüchtling (The Lash)
- 1931: East Lynne
- 1933: Kavalkade (Cavalcade)
- 1933: Berkeley Square
- 1935: Meuterei auf der Bounty (Mutiny on the Bounty)
- 1937: Frisco-Express (Wells Fargo)
- 1937: Im Kreuzverhör (Maid of Salem)
- 1938: Wenn ich König wär (If I Were King)
- 1939: Herrscher der Meere (Rulers of the Sea)
- 1940: The Howards of Virginia
- 1941: This Woman Is Mine
- 1942: Die Freibeuterin (The Spoilers) (nur Produktion)
- 1942: Saboteure (Saboteur) (nur Produktion)
- 1942: Der unsichtbare Agent (Invisible Agent) (nur Produktion)
- 1943: Auf ewig und drei Tage (Forever and a Day)
- 1945: Spionage in Fernost (Blood on the Sun)
- 1945: The Last Bomb (Dokumentarfilm)
- 1954: Hotel Schanghai (The Shanghai Story)
- 1955: Die Barrikaden von San Antone (The Last Command)